# والي آموس
والي آموس (بالإنجليزية: Wally Amos)‏ (1 يوليو 1936 – 13 أغسطس 2024) هو شخصية أعمال أمريكي، ولد في 1 يوليو 1936 في تالاهاسي في الولايات المتحدة.

## وصلات خارجية
- والي آموس على موقع IMDb (الإنجليزية)
- والي آموس على موقع ميوزك برينز (الإنجليزية)
- والي آموس على موقع إن إن دي بي (الإنجليزية)
- والي آموس على موقع قاعدة بيانات الفيلم (الإنجليزية)